# Hulu (Feng Shui)

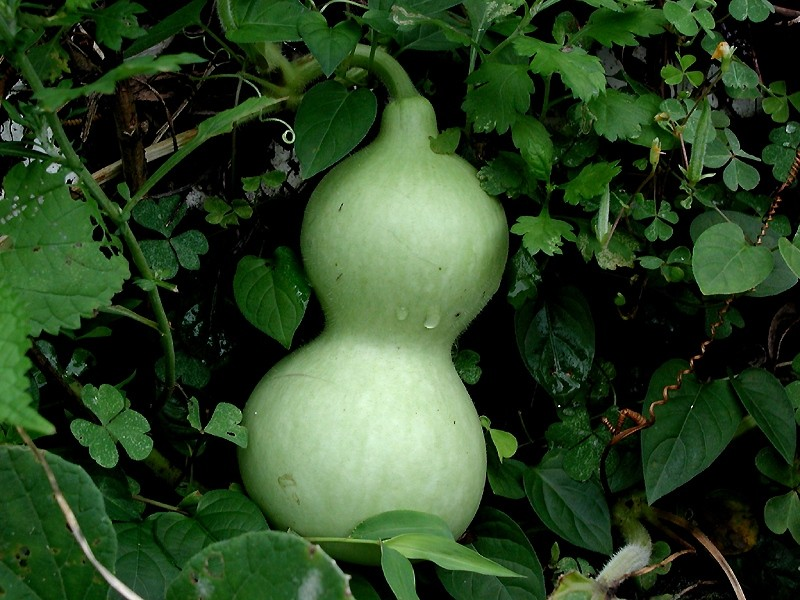
Flaschenkürbis

Hulus (chinesisch 葫盧 / 葫芦, Pinyin húlu – „Flaschenkürbis“) sind ein Hilfsmittel im chinesischen Feng Shui. Sie werden aus der ausgehöhlten und getrockneten Hülle eines doppelbauchigen Flaschenkürbis hergestellt.
Traditionell wurden solche Gefäße in China als Aufbewahrungsort für medizinische Tinkturen verwendet und gelten im daoistischen Volksglauben als Behälter für die magischen lebensverlängernden Elixiere der daoistischen Magier und Weisen.
Nach den Vorstellungen des chinesischen Feng-Shui-Systems kann man mit Hilfe der Hulus die Lebensenergie Qì in Räumen sammeln und harmonisieren. Obwohl in der westlichen Abart des chinesischen Feng Shui (Neo-Feng-Shui) eher unbekannt, zählen Hulus in China zu den klassischen und sehr verbreiteten Feng-Shui-Hilfsmitteln. Nach der Feng-Shui-Lehre dringt das (schlechte) Qi durch eine in Stielnähe der Kalebasse angebrachte Öffnung in den Bauch des Gefäßes ein und wird dort in den beiden Kammern harmonisiert.
Nach dem System der fliegenden Sterne kommen Hulus zum Einsatz, wenn der schwarze Stern 2 (der Monarch der Krankheit) an einem Ort neutralisiert werden soll.
Als Kultgeräte werden neben den traditionell aus Kürbisfrüchten hergestellten Hulus auch noch aus anderen Materialien hergestellte doppelbauchige Kürbis-Nachbildungen verwendet. Diese haben den jeweiligen Materialeigenschaften entsprechend eine unterschiedliche Feng-Shui-Wirkung. Häufig werden sie aus Porzellan oder Keramik hergestellt und entsprechen dadurch dem (chinesischen) Element Erde. Hulu-Nachbildungen werden aber auch aus Metall und Jade angefertigt.